# كلية التقنيات الصحية والطبية في بغداد
كلية التقنيات الصحية والطبية، إحدى كليات الجامعة التقنية الوسطى في بغداد

## نبذة عن الكلية
تأسست الكلية عام 1995، تقع في محافظة بغداد /باب المعظم مقابل وزارة الصحة، ومدة الدراسة فيها أربع سنوات لخريجي الفرع العلمي وثلاث سنوات لخريجي الدبلوم التقني، تمنح شهادة بكالوريوس التكنولوجيا الطبية في التخصص للأقسام العلمية ويمنح الخريج لقب وظيفي (تقني(اختصاص حسب القسم) طبي) مثلا خريج قسم تقنيات الأشعة يمنح لقب (تقني أشعة طبي) وخريج قسم التحليلات المرضية يمنح لقب (تقني تحليلات مرضية طبي) وهكذا لخريجي باقي الأقسام العلمية الأخرى.

## الشهادة التي تمنحها الجامعة
تمنح الكلية شهادة بكلوريوس تقنيات الطبية حسب القسم الذي تخرج منه الطالب .
تمنح الكلية شهادة الماجستير والدكتوراه في تخصص تقنيات مختبرات طبية 
تمنح الكلية شهادة الماجستير في تقنيات صحة المجتمع.
تمنح شهادة الماجستير في تقنيات صناعة الاسنان

## أقسام الكلية
تضم الكلية الأقسام العلمية الآتية:
- تقنيات التخدير والعناية المركزة (تأسس عام 1994).
- تقنيات صحة المجتمع (تأسس عام 1994)
- قنيات العلاج الطبيعي والتاهيل الطبي (تأسس عام 1994).
- تقنيات الأشعة التشخيصية والسونار(تأسس عام 1995).
- تقنيات صناعة الأسنان (تأسس عام 1996).
- تقنيات المختبرات والتحليلات المرضية (تأسس عام 1996).
- تقنيات البصريات (تأسس عام 1998).

## عمداء الكلية
تعاقب على عمادة الكلية منذ تأسيسها وحتى اليوم كل من :
- أ.د. ضياء إسماعيل إبراهيم
- أ.د. محمد عبد القادر يوسف
- أ.د. هيفاء إبراهيم توفيق
- أ.د فكري نجيب يوسف
- أ.د.حيدرقاسم الموسوي
- أ.م.د.باقر كريم عبد
- أ.م.د فلاح سالم منهل
- أ.م.د. داود سلمان داود
- د.محمد فليح الخرساني
- د.ميادة نوري اقبال